# Gabrielle Flammarion-Renaudot
Gabrielle Flammarion-Renaudot (Meudon, 31 mei 1877 - Juvisy-sur-Orge, 28 oktober 1962) was een Franse astronoom. Ze was gehuwd met de astronoom Camille Flammarion.

## Biografie
Gabrielle was geboren als Gabrielle Renaudot, de dochter van de beeldhouwer Jules Renaudot en de van oorsprong Italiaanse kunstschilder en schildersmodel Maria Latini.
In 1902 werd ze lid van de Franse 'Société astronomique' (sterrenkundige vereniging), en vanaf 1910 werd ze medewerkster bij het tijdschrift van die vereniging. Ook werd ze lid van de vereniging van Parijse journalisten.
Tijdens de Eerste Wereldoorlog sloot ze zich in 1914 vrijwillig aan bij het leger als verpleegkundige. Ze werd hiervoor geëerd met de Médaille d'honneur des épidémies.
In 1919 trouwde ze met de astronoom Camille Flammarion, wiens assistente ze was aan het observatorium van Juvisy-sur-Orge, dat later de naam van haar man zou krijgen. Na zijn dood in juni 1925 nam ze de dubbelrol van secretaris-generaal van de Société astronomique en hoofdredacteur van L'Astronomie.
Ze publiceerde artikelen over haar onderzoek naar de seizoensvariaties op het Mars-oppervlak, over de grote rode vlek van Jupiter en over haar observaties van andere planeten, van dwergplaneten, van veranderlijke sterren en ook schreef ze populair-wetenschappelijke artikelen in L'Illustration, La Nature, La Revue scientifique, La Revue générale des Sciences en in Les Dernières Nouvelles de Strasbourg.
In 1962 overleed ze op 84-jarige leeftijd, na een lang ziekbed. Ze ligt naast haar man begraven in het park bij het observatorium van Juvisy.

## Eerbetoon
- Enkele jaren na haar overlijden, in 1973, werd door de Internationale Astronomische Unie een inslagkrater op Mars naar haar vernoemd: 'Renaudot'.[3]
- Haar voornaam werd gebruikt voor de naamgeving van de planetoïde 355 Gabriella.